# Borland Software Corporation
Borland Software Corporation er et amerikansk softwarehus beliggende i Scotts Valley i Californien. Borland har også haft navnet Inprise. Borland er nok mest kendt for sine programmeringssmiljøer, blandt andre
- Delphi
- J Builder
- C++ Builder
- Borland Pascal
- Turbo Pascal

Turbo Pascal blev udviklet af danskeren Anders Hejlsberg.
Borland havde i sin tid en udviklingsafdeling i Danmark hvor bl.a. Sidekick (i begyndelsen af 1980'erne et meget anvendt hjælpeværktøj på pc'er) blev udviklet.
Alle de ovennævnte produkter er i dag udskilt i et datterselskab, CodeGear, som sidenhen (juni 2008) er blevet solgt til et andet IT-firma, Embarcadero. Borland fokuserer i dag på at lave software til "Application Lifecycle Management".

## Ekstern henvisning
- Borland Software Corporation